# 68-я армия (СССР)
68-я армия (СССР) (68 А) — оперативное войсковое объединение (общевойсковая армия) в составе РККА Вооружённых Сил СССР во время Великой Отечественной войны.

## История
Сформирована 1 февраля 1943 года на основе полевого управления 57-й армии, в составе: 37-й стрелковой дивизии, 1-й, 5-й, 7-й, 8-й и 10-й гвардейских воздушно-десантных дивизий, 32-й, 33-й и 137-й стрелковых бригад, 26-й лыжной бригады, а также ряда отдельных частей.
После формирования была включена в состав особой группы войск под командованием генерал-полковника М. С. Хозина, до марта в активных боевых действиях задействована не была. В марте введена в состав Северо-Западного фронта, с 13 марта вела бои в ходе наступления в междуречье рек Ловать и Редья (Новгородская область), затем до мая обороняла рубеж на реке Редья. С 5 мая по 12 июня 1943 года в резерве Ставки ВКГ. С июня передана в подчинение Западному фронту и в его составе участвовала в Смоленской стратегической операции. В ходе операции нанесла поражение войскам левого крыла немецкой группы армий «Центр», с боями освободила многие населённые пункты Смоленской области, включая Смоленск (во взаимодействии с 5-й и 31-й армиями). Вошла на территорию Белоруссии.
5 ноября 1943 года армия была расформирована, воинские подразделения переданы 5-й армии (2-го формирования).

## Командующие армией
- генерал-лейтенант Толбухин Ф. И (3 февраля — 21 марта 1943);
- генерал-майор, с 09.09.43 - генерал-лейтенант Журавлёв Е. П. (21 марта — 24 октября 1943)

## Члены Военного совета армии
- генерал-майор Новиков И.И. (31 января — 3 февраля 1943);
- полковник Галиев Г.Ш. (8 марта — 30 октября 1943)

## Начальник штаба армии
- генерал-майор Прихидько Н.Я. (31 января — 30 октября 1943)

## Подчинение
- Северо-Западный фронт
- Западный фронт